# Lil’ Flip

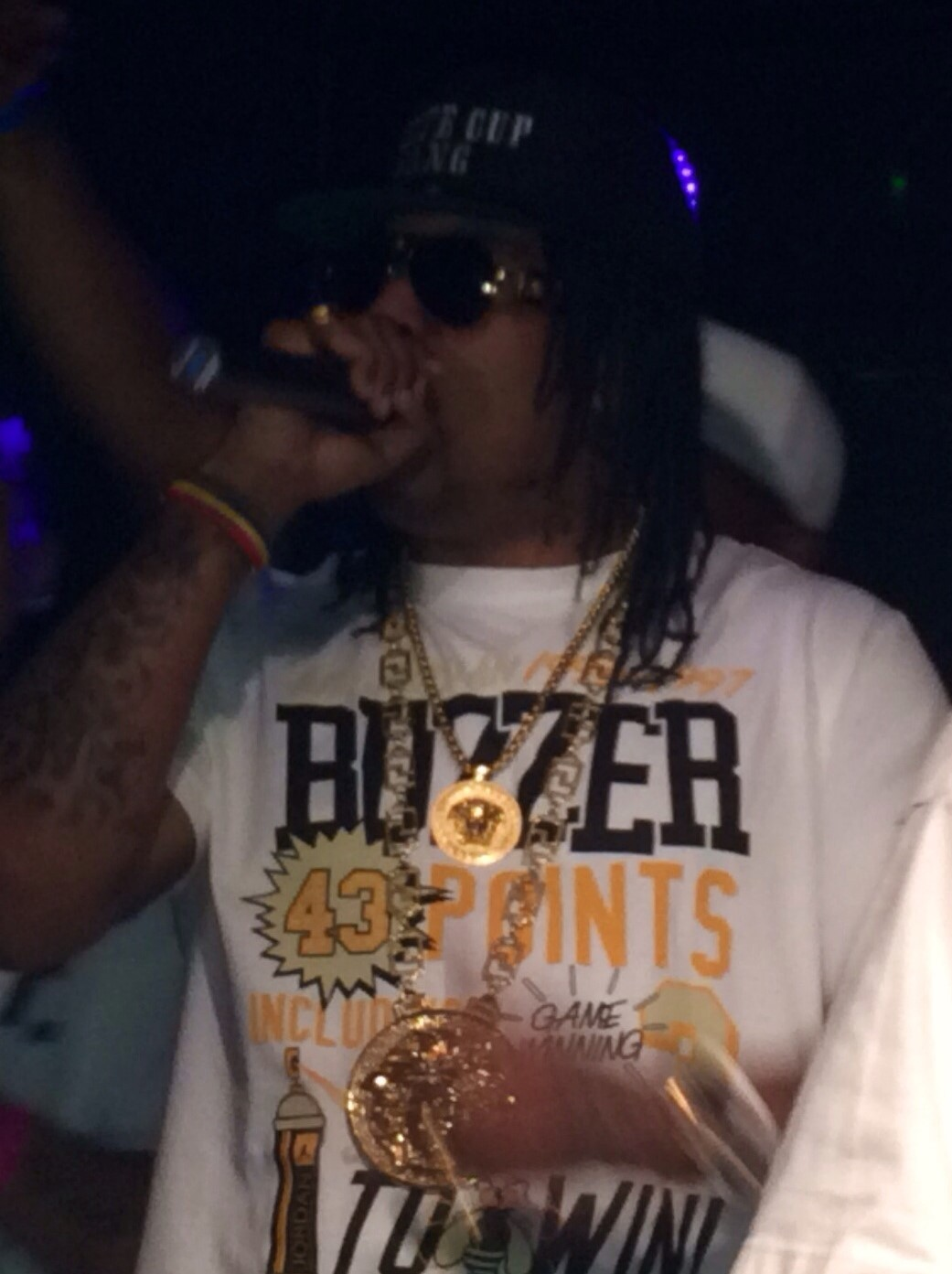
Lil’ Flip (2014)

Lil’ Flip (* 3. März 1981; eigentlich Wesley Eric Weston Jr.) ist ein amerikanischer Südstaaten-Rapper aus Houston, Texas.

## Werdegang
Wesley Weston wuchs in der Cloverland Neighborhood auf und wurde schon bald in Freestyle-Battles aktiv und schließlich von DJ Screw entdeckt. Als Teil der Crew H. S. E. (Hustlaz Stackin’ Endz) bekam er die Chance, Musik zu produzieren. Sein Debütalbum The Leprechaun verkaufte sich über 100.000 Mal und gewann nationale Beachtung.
Das folgende Album Undaground Legend war ein noch größerer Erfolg und erreichte Platin-Status. Ebenfalls Platin erreichte das Album U Gotta Feel Me, von dem der Rapper 2 Millionen Exemplare verkaufte.
Lil’ Flip hatte längere Zeit Streit (Beef) mit T. I., da beide den Titel „King of the South“ für sich beanspruchen. T. I. beschuldigte Lil’ Flip unter anderem über eine Gegend (Hood) zu rappen, in der er gar nicht aufgewachsen sei. Nach einem Vier-Augen-Gespräch beendeten die beiden Musiker ihren Streit. Allerdings hatte Lil’ Flip eine Zeit später gegen Paul Wall und Slim Thug gewettert. Der Streit mit Slim Thug ist beendet, der mit Paul Wall ist auf dem Höchststand.
Nach Streitereien über die Veröffentlichung des Albums I Need Mine kam es zum Labelwechsel von Sony/Columbia zu Warner. Kurz danach stand das Album zum Download bereit. Seitdem arbeitete Lil’ Flip an einer überarbeiteten Version von I Need Mine $$. Diese ist den USA am 27. März 2007 bei Asylum/Warner erschienen, umfasst 37 Tracks und ist ein Doppelalbum mit einer Gesamtspielzeit von 140 Minuten. Es verkaufte sich in den USA bislang über 89.000 Mal.

## Diskografie

### Alben
| Jahr | Titel                      | Höchstplatzierung, Gesamtwochen, AuszeichnungChartplatzierungen (Jahr, Titel, Platzierungen, Wochen, Auszeichnungen, Anmerkungen) | Höchstplatzierung, Gesamtwochen, AuszeichnungChartplatzierungen (Jahr, Titel, Platzierungen, Wochen, Auszeichnungen, Anmerkungen) | Anmerkungen                      |
| Jahr | Titel                      | US | R&B | Anmerkungen                      |
| ---- | -------------------------- | --- | --- | -------------------------------- |
| 2000 | The Leprechaun             | — | R&B67 (11 Wo.)R&B |                                  |
| 2002 | Undaground Legend          | US12 Platin · (26 Wo.)US | R&B4 (57 Wo.)R&B |                                  |
| 2004 | U Gotta Feel Me            | US4 Platin · (31 Wo.)US | R&B2 (34 Wo.)R&B |                                  |
| 2005 | Kings of the South Mixtape | — | R&B57 (6 Wo.)R&B | mit Z-Ro                         |
| 2006 | Connected                  | — | R&B39 (2 Wo.)R&B | mit Mr. Capone-E                 |
| 2007 | I Need Mine $$             | US15 (6 Wo.)US | R&B5 (12 Wo.)R&B | bereits 2005 erschienen          |
| 2008 | Still Connected            | — | R&B68 (2 Wo.)R&B | mit Mr. Capone-E                 |
| 2008 | All Eyez on Us             | US137 (1 Wo.)US | R&B31 (3 Wo.)R&B | feat. Young Noble of the Outlawz |

Weitere Alben
- 2009: Respect Me
- 2009: Underground Legend 2
- 2010: Ahead of My Time

### Singles
| Jahr | Titel Album                                      | Höchstplatzierung, Gesamtwochen, AuszeichnungChartplatzierungen (Jahr, Titel, Album, Platzierungen, Wochen, Auszeichnungen, Anmerkungen) | Höchstplatzierung, Gesamtwochen, AuszeichnungChartplatzierungen (Jahr, Titel, Album, Platzierungen, Wochen, Auszeichnungen, Anmerkungen) | Höchstplatzierung, Gesamtwochen, AuszeichnungChartplatzierungen (Jahr, Titel, Album, Platzierungen, Wochen, Auszeichnungen, Anmerkungen) | Höchstplatzierung, Gesamtwochen, AuszeichnungChartplatzierungen (Jahr, Titel, Album, Platzierungen, Wochen, Auszeichnungen, Anmerkungen) | Anmerkungen |
| Jahr | Titel Album                                      | DE | UK | US | R&B | Anmerkungen |
| ---- | ------------------------------------------------ | --- | --- | --- | --- | ----------- |
| 2002 | The Way We Ball Undaground Legend                | — | — | — | R&B69 (19 Wo.)R&B |             |
| 2004 | Game Over –                                      | — | — | US57 (2 Wo.)US | R&B25 (7 Wo.)R&B |             |
| 2004 | Game Over (Flip) U Gotta Feel Me                 | — | — | US15 Platin (Mastertone) · (18 Wo.)US | R&B8 (26 Wo.)R&B |             |
| 2004 | Sunshine U Gotta Feel Me                         | — | UK14 (4 Wo.)UK | US2 Gold + Gold (Mastertone) · (23 Wo.)US                                                                                                | R&B2 (22 Wo.)R&B | feat. Lea   |
| 2005 | What It Do I Need Mine $$                        | — | — | — | R&B71 (13 Wo.)R&B |             |
| 2007 | Ghetto Mindstate (Can’t Get Away) I Need Mine $$ | — | — | — | R&B77 (7 Wo.)R&B |             |

Weitere Singles
- 2000: Hustlaz Stackin’ Endz (mit H. $. E.)
- 2001: We Shinin’ (Tow Down feat. Lil’ Flip und Lil’ Flash)
- 2001: Still Bangin’ Screw (mit Lil Keke)
- 2002: U See It
- 2003: Forever Grippin’ the Grain / Back Up (mit Bone Crusher und Bun B)
- 2003: Rock ’n’ Roll Remix (Fam-Lay feat. Lil’ Flip)
- 2003: I’m a Baller
- 2003: Rollin on 20s (vom Soundtrack 2 Fast 2 Furious)
- 2004: Balla Baby (Remix) (Chingy feat. Lil’ Flip und Boozie of the G. I. B.)
- 2004: Headachin’ (Sqad Up! feat. Lil’ Flip)
- 2004: This Is How We Do (TJ Boyce feat. Lil’ Flip)
- 2004: U Neva Know / Check (Let’s Ride)
- 2005: Poppin’ My Collar (Cracktracks Remix) (Three 6 Mafia feat. Project Pat, DMX, Swizz Beatz und Lil’ Flip)
- 2005: Get It Crunk / Kings of the South / Burbans and Lacs (mit Z-Ro)
- 2005: You’z a Trick
- 2006: Ghetto Mindstate (Can’t Get Away)
- 2006: I’m a Balla
- 2006: Beatin’ Up the Block (mit Sqad Up)
- 2007: I Get Money 2 (feat. Jim Jones)
- 2011: Kings of the South II – What Supposed to Be (mit Z-Ro)

### Gastbeiträge
| Jahr | Titel Album                                      | Höchstplatzierung, Gesamtwochen, AuszeichnungChartplatzierungen (Jahr, Titel, Album, Platzierungen, Wochen, Auszeichnungen, Anmerkungen) | Höchstplatzierung, Gesamtwochen, AuszeichnungChartplatzierungen (Jahr, Titel, Album, Platzierungen, Wochen, Auszeichnungen, Anmerkungen) | Höchstplatzierung, Gesamtwochen, AuszeichnungChartplatzierungen (Jahr, Titel, Album, Platzierungen, Wochen, Auszeichnungen, Anmerkungen) | Höchstplatzierung, Gesamtwochen, AuszeichnungChartplatzierungen (Jahr, Titel, Album, Platzierungen, Wochen, Auszeichnungen, Anmerkungen) | Anmerkungen                                         |
| Jahr | Titel Album                                      | DE | UK | US | R&B | Anmerkungen                                         |
| ---- | ------------------------------------------------ | --- | --- | --- | --- | --------------------------------------------------- |
| 2003 | How I Feel –                                     | — | — | — | R&B90 (6 Wo.)R&B | Lexx feat. Lil’ Flip                                |
| 2003 | Represent Certified                              | — | — | — | R&B98 (2 Wo.)R&B | Papa Reu feat. Lil’ Flip, Lil’ Keke und H. A. W. K. |
| 2003 | Ridin’ Spinners Da Unbreakables                  | — | — | — | R&B62 (19 Wo.)R&B | Three 6 Mafia feat. Lil’ Flip                       |
| 2003 | What Cha Gone Do –                               | — | — | — | R&B98 (2 Wo.)R&B | Playboy Shane feat. Lil’ Flip                       |
| 2003 | Like a Pimp Mississippi: The Album               | — | — | US48 (20 Wo.)US | R&B15 (31 Wo.)R&B | David Banner feat. Lil’ Flip                        |
| 2004 | Tear It Up The Dirtiest Thirstiest               | — | — | US76 (13 Wo.)US | R&B39 (18 Wo.)R&B | Yung Wun feat. DMX, Lil’ Flip & David Banner        |
| 2004 | Never Really Was Hurt No More                    | DE52 (5 Wo.)DE | UK44 (2 Wo.)UK | — | R&B90 (2 Wo.)R&B | Mario Winans feat. Lil’ Flip                        |
| 2005 | Turn It Up Man on Fire / Still Tippin’ Down 2005 | — | — | US41 (20 Wo.)US | R&B31 (22 Wo.)R&B | Chamillionaire feat. Lil’ Flip                      |

### Mixtapes
| - 28 Days of Flip - Apocalypse Mixtape Vol. 1 (mit The Go DJs, 2008) - Around da World in 1 Day - Ayes Above Water (mit Sqad Up) - Scared Money Don’t Make Money (mit Sqad Up) - Bac 2 Da Money - Before the Deal Vol.1 - Blowin’ & Bangin’ - Blowin’ & Bangin’ 2 - Bout to Blow 3: DJ Princess Cut - Crown Me - Crown Me Pt. 2 - Court Session (mit Judge Dredd) - Da Bottom 6 (mit Pitbull und Young Jeezy) - Down in da Dirty 5 - Down & Dirty 16 - Envy Me - Envy Me Pt. 2 (mit DJ Double R) - Flip Gates 4 President - The Freestyle Kings Vol. 1 - The Freestyle Kings Vol. 3 | - The Freestyle Kings Vol. 3.5 - The Freestyle Kings Vol. 4 - Freestyle Kings Vol. 5: One for the Money - Freestyle Kings Vol. 6: Keep It Gangsta - Holla Back - Houston Iz Mine (mit DJ Whoo Kid) - Houston Iz Mine Part 2 - I Don’t Write Shit - I’m a Balla - Da Mixtape - A New Beginning – The Mixtape - A New Beginning Volume 3 - T. I. vs Lil’ Flip - Roof Back - T. I. vs Lil’ Flip: Fight for the Throne - T. I. vs Lil’ Flip: Fight for the Throne Pt. 2 - Lil’ Flip vs T.I.: DJ Lt Dan & Chops - Lil’ Flip & DJ J-Rudd Presents: DreamTeam: Fly as We Wanna Be Vol. 1 - Southern Lean vol.1 - Southern Lean vol.2 - Super Ball Weekend Mixtape (mit Clover Geez & Dipset) - Suppertime Mixtape Vol. 1 (mit Static Major) |